# Celebrity Skin (single)
Celebrity Skin is een nummer van de Amerikaanse alternatieve rockband Hole uit 1998. Het is de eerste single van hun gelijknamige derde studioalbum.
"Celebrity Skin" was het meest succesvolle nummer dat Hole heeft uitgebracht. De tekst bevat verwijzingen naar het gedicht A Superscription van Dante Gabriel Rossetti, en naar het toneelstuk De koopnam van Venetië van William Shakespeare. Het nummer vertelt hoe beroemdheden kort van succes zouden genieten, maar ook dat, als je als beroemdheid eenmaal succes hebt, dat moet gebruiken om je boodschap over te brengen. Het nummer flopte in de Amerikaanse Billboard Hot 100 met een 85e positie, maar werd wel een bescheiden hitje in Oceanië en een paar Europese landen. In het Nederlandse taalgebied bereikte het nummer geen hitlijsten, wel wordt het er tot op de dag van vandaag veel gedraaid door alternatieve muziekzenders.